# Dragan Pantelić
Dragan Pantelić (Lešnica, 9 de dezembro de 1951 – Niš, 20 de outubro de 2021), foi um futebolista da Iugoslávia que atuava como goleiro.
Notabilizou-se no futebol mundial por marcar 26 gols.